# Ан-72
Ан-72 (по кодификации НАТО: Coaler — «Угольщик», жарг. «Чебурашка») — советский многоцелевой транспортный самолёт.
Разработан в ОКБ имени О. К. Антонова для замены самолёта Ан-26. Единственный двухдвигательный реактивный самолёт УВП в гражданской авиации.
Состоит на вооружении ВС РФ и ряда других государств мира почти 40 лет (и ему нет равных по объёму выполняемых задач). Эксплуатация Ан-72 в различных модификациях продолжается до сих пор[когда?]

. Многоцелевой Ан-72 является рекордсменом среди транспортных самолётов по высоте полёта.
На основе Ан-72 создан многоцелевой транспортный самолёт Ан-74, отличающийся несколько удлинённым крылом, отдельным рабочим местом штурмана, более мощной ВСУ ТА-12 и так далее, в дальнейшем семейство развилось в пассажирский самолёт Ан-148.

## История
Первый полёт Ан-72 совершил 31 августа 1977 года. В ноябре 1983 года лётчиками-испытателями Мариной Попович и Сергеем Максимовым на Ан-72 были установлены мировые рекорды максимальной высоты полёта — 13 410 метров, и высоты горизонтального полёта — 12 980 метров, для самолётов этого класса. В 1985 году лётчик-испытатель С. А. Горбик на Ан-72 развил скорость 681,8 км/ч на замкнутом 2000-км маршруте.

## Разработка
На первоначальном этапе разработки нового самолёта инициатива исходила от самого ОКБ в силу необходимости потратить выделяемые бюджетные деньги, так как в противном случае оставшиеся нереализованные средства изымались, а на следующий год финансирование бюро урезалось. Предложение встретило поддержку Главного штаба ВВС, который был заинтересован в создании лёгкого транспортного самолёта для перевозок войск и техники в прифронтовой полосе и снабжения аэродромов. Требования к самолёту были утверждены совместно представителями ОКБ, Управления заказов ВВС и Министерства авиационной промышленности. Техническое предложение ОКБ предусматривало проектирование фронтового транспортного самолёта грузоподъёмностью до 5 тонн и возможностью воздушного десантирования. Воздушное судно должно было иметь сравнительно небольшие размеры для базирования и маскировки, высокие скороподъёмность и прочность для обеспечения взлёта-посадки на слабоподготовленных площадках.
После согласования и утверждения тема лёгкого фронтового транспортного самолёта была включена в план работ ОКБ. Ведущим конструктором по самолёту назначили Я. Г. Орлова. Основной упор в достижении КПД делался на использование эффекта Коанда: О. К. Антонов образно описывал сотрудникам, как «могучий поток газов, с большой скоростью вытекающий из сопла реактивного двигателя, пройдёт над крылом, создавая дополнительную подъёмную силу».
Теоретические расчёты подтверждались экспериментальными продувками моделей самолёта в аэродинамических трубах: прирост подъёмной силы был довольно значительным и на некоторых режимах достигал 20 %. Особенно эффективным обдув крыла становился при выпущенной механизации: «прилипание» струи обеспечивало безотрывное обтекание и значительное повышение качества на взлёте и посадке. При этом в создании подъёмной силы принимали участие одновременно крыло, закрылок и двигатель, а для изучения их взаимодействия потребовалось провести исследования на специальных натурных стендах, моделирующих обдув крыла и механизации.

## Конструкция

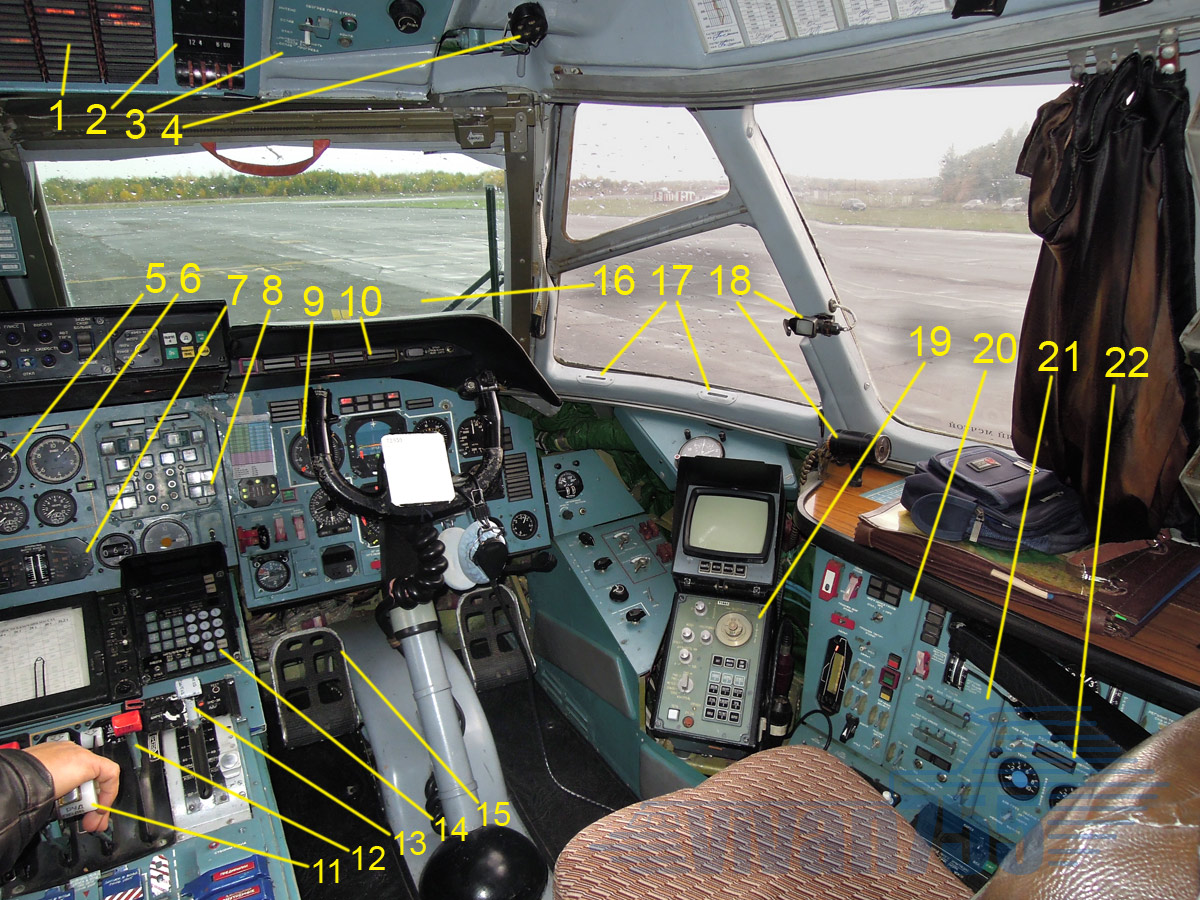
Рабочее место помощника командира Ан-72.

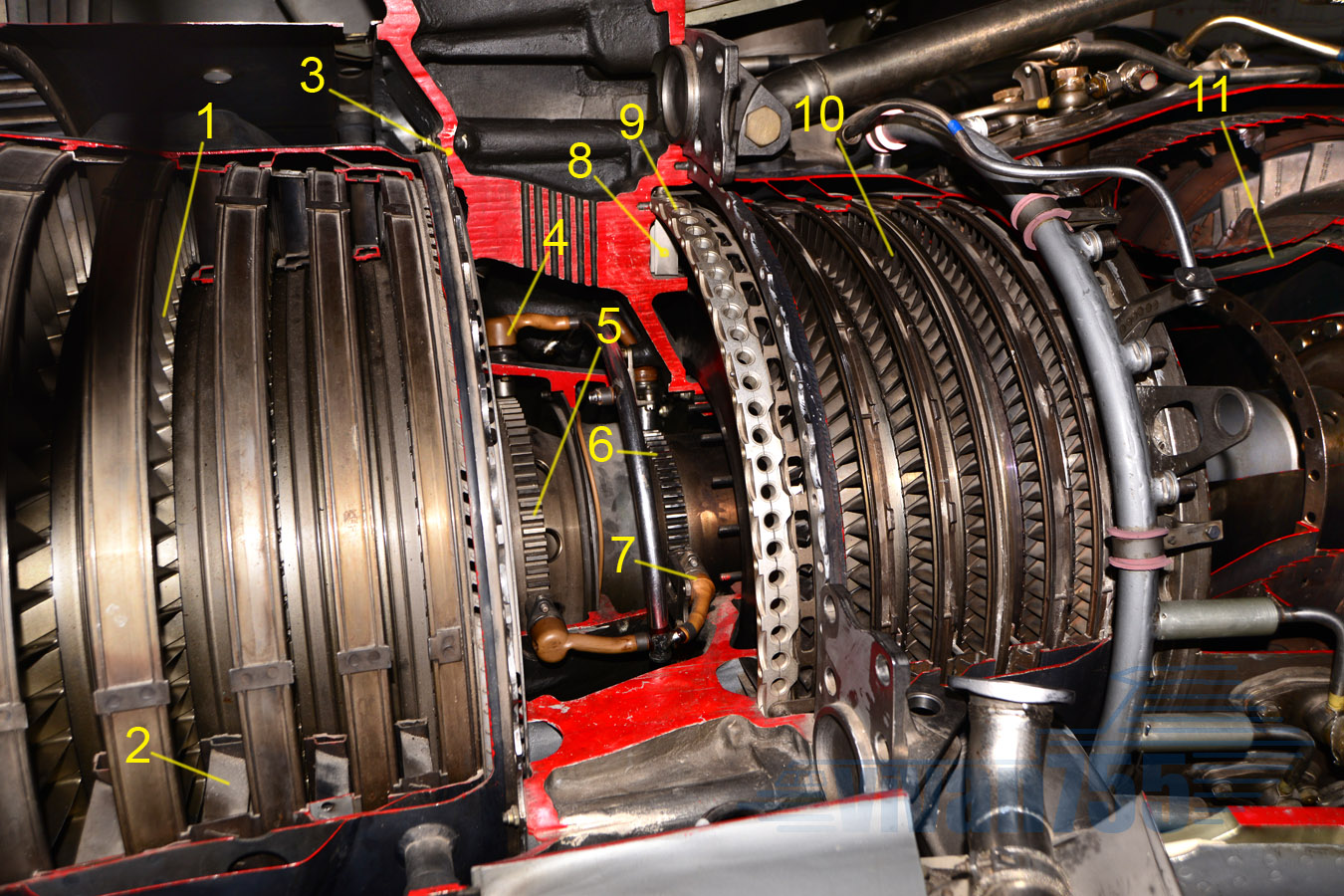
Разрезанный двигатель Д-36, Самарский университет.

Высокоплан со стреловидным крылом (11°). Необычное расположение двигателей сверху крыла в выдвинутой вперёд мотогондоле увеличивает подъёмную силу за счёт эффекта Коанда. При отклонённых предкрылках и закрылках реактивная струя, вырывающаяся из сопел двигателей, «прилипает» к крылу, обтекая без отрыва верхнюю поверхность крыла и закрылка, разгоняет воздушный поток над ним. По законам аэродинамики увеличение скорости потока приводит к уменьшению давления воздуха. А чем больше разность давлений под и над крылом, тем больше подъёмная сила, и следовательно улучшаются взлётно-посадочные характеристики самолёта.
Крыло самолёта площадью 89,6 м2 имеет мощную механизацию: практически всю его заднюю кромку занимали выдвижные закрылки (двухщелевые на центроплане и трёхщелевые на консолях), а по передней кромке консолей установлены предкрылки. На верхней части центроплана и консолей располагаются по четыре секции интерцепторов. Внешние интерцепторы предназначены для работы совместно с элеронами и гашения подъёмной силы при снижении с крутой глиссадой на площадки ограниченных размеров. Внутренние применяются при пробеге или в случае прерванного взлёта для увеличения сопротивления самолёта и нагрузки на шасси. Применение интерцепторов позволяет повысить эффективность торможения на 20 %. Помимо этого, для сокращения пробега двигатели оборудованы реверсом тяги, а в хвостовой части самолёта установлен тормозной парашют.
Судьбоносным моментом всего проекта было прежде всего наличие подходящего двигателя — турбовентиляторного Д-36 с тягой на взлётном режиме 6500 кг. Хотя О. К. Антонов и был убеждённым приверженцем экономичных турбовинтовых двигателей, именно ТРДД с высокой степенью двухконтурности позволяли реализовать эффект Коанда на практике. Д-36, созданный в ОКБ «Прогресс» В. А. Лотарева, обеспечивал достаточный расход воздуха, и, что особенно ценно, сравнительно «холодную» выхлопную струю газов, направляемых на обдув крыла.
Для обеспечения путевой устойчивости на самолёте установлен мощный киль. Руль направления имеет оригинальную двухшарнирную конструкцию, повышающую его эффективность при невысоких скоростях, и разделён на две секции по высоте. Нижняя задняя часть руля управляется непосредственно педалями лётчика, а остальные — бустерами системы управления. Для уменьшения усилий в системе управления в широком диапазоне режимов полёта и центровок самолёта рули имеют весовую и аэродинамическую балансировку, нижняя секция второго звена руля направления оснащена триммером, а руль высоты — триммерами и сервокомпенсаторами. Такое решение даёт возможность лётчикам парировать нарушение балансировки самолёта при выпуске механизации крыла (при этом картина обтекания самолёта резко меняется и на малых скоростях он буквально «висит» на двигателях) и пилотировать самолёт вручную даже при отказе бустеров.

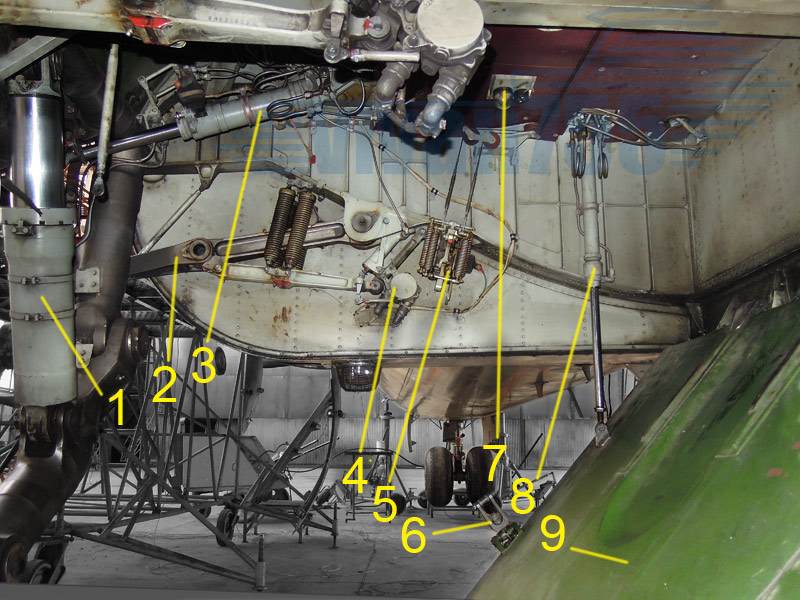
Гондола основных опор — замков убранного положения опор нет, на створке видна потёртость от колеса.

Грузовая кабина самолёта размером 9000 × 2200 × 2100 мм обеспечивает размещение типовой номенклатуры перевозимых грузов, в том числе до 32 солдат с вооружением, автомобилей типа ГАЗ-69 и УАЗ-469, авиационных двигателей, стандартных контейнеров и грузовых поддонов. Устройство рампы имело патентованную антоновскую конструкцию: при загрузке и выгрузке она опускается до земли, а для сброса грузов в полёте откатывается по направляющей под фюзеляж. Особое внимание при проектировании «самолёта 200» уделено конструкции шасси: на фирме уже имели солидный опыт работы в этом направлении — все её машины могли эксплуатироваться с грунтовых аэродромов. По таким показателям, как эквивалентная одноколёсная нагрузка (доля массы самолёта, приходящейся на каждое из колёс шасси) и проходимости по грунту Ан-72 превосходил даже более современный Ил-76. Однако теперь задача ставилась несколько иначе — самолёт должен был иметь возможность взлёта и посадки на площадках с размокшим и неровным покрытием.
В конечном счёте выбор сделан в пользу обычного убирающегося шасси с управляемой передней стойкой и четырьмя мощными основными стойками с независимой рычажной подвеской колёс. Прочность и энергопоглощение амортизаторов рассчитывались на преодоление «стандартной кочки» высотой до 35 см. Для повышения безопасности основные стойки не имеют замков убранного положения, которые могли бы забиться грязью на взлёте и не открыться. Убранные стойки лежат на створках ниш шасси и при их открытии свободно выпускаются. При отказе гидросистемы шасси выпускается под собственным весом — через тросовую проводку вручную открываются замки створок, опоры выпускаются, затем створки закрываются специальной лебёдкой. При отказе одной из основных стоек самолёт может приземлиться на трёх оставшихся.

## Модификации

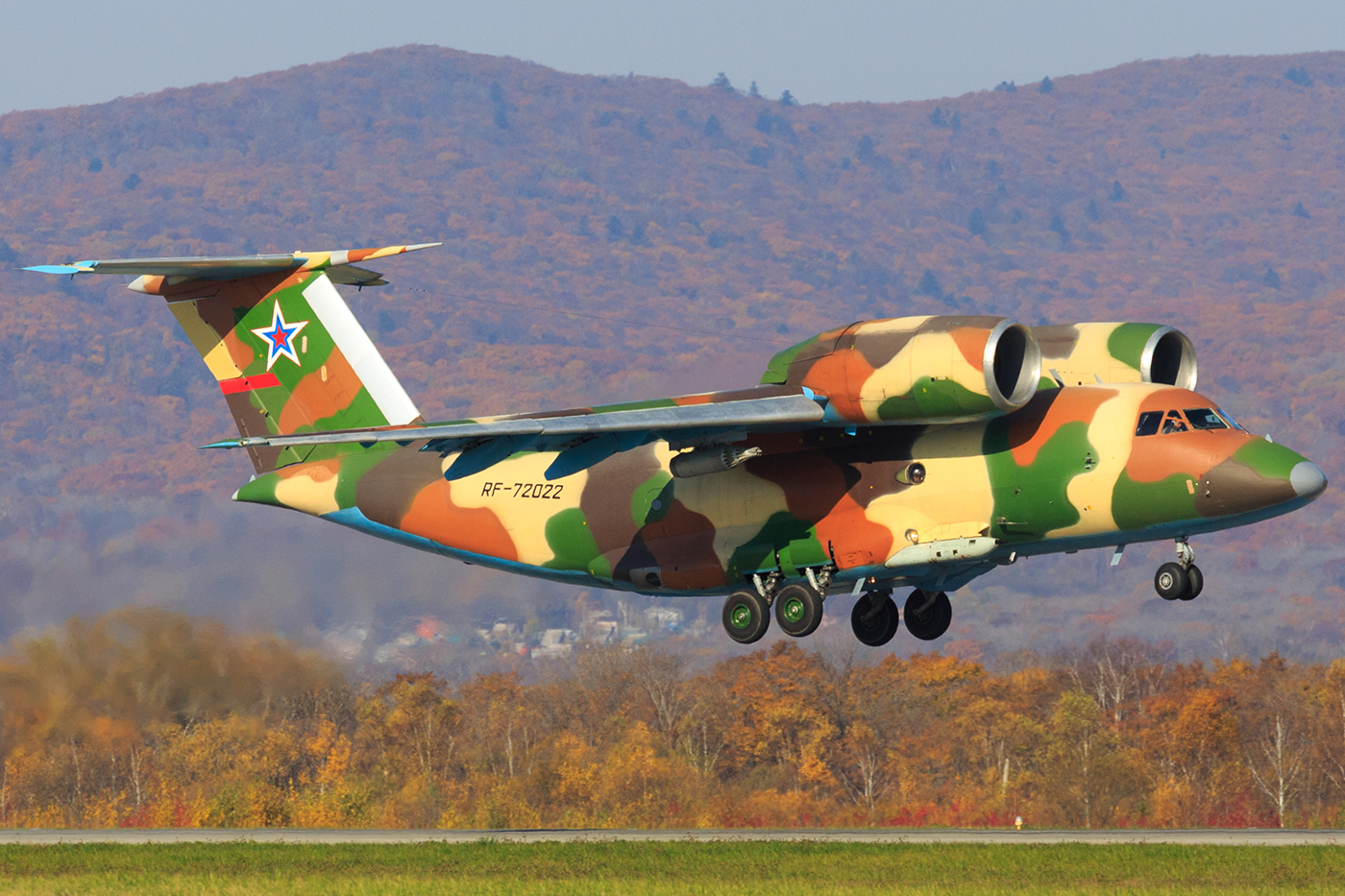
Ан-72П авиации ФСБ России (2015 год): видны подвешенный под правой консолью крыла блок НАР УБ-32 и универсальный пушечный контейнер УПК-23-250 в обтекателе правых основных опор шасси.

| Модификации семейства самолётов Ан-72   | Модификации семейства самолётов Ан-72 | Модификации семейства самолётов Ан-72 |
| Тип                                     | Описание | Единиц построено                      |
| --------------------------------------- | --- | ------------------------------------- |
| Ан-71                                   | Самолёт дальнего радиолокационного обнаружения (ДРЛО). | 3                                     |
| Ан-72 (по заводским документам — 72.04) | Транспортный самолёт. | ~ 35                                  |
| Ан-72 (по заводским документам — 72.10) | Пассажирский самолёт в варианте «салон». | ~ 60                                  |
| Ан-72-100                               | Транспортный самолёт, сертифицированный по международным нормам. |                                       |
| Ан-72-100Д                              | Пассажирский самолёт в варианте «салон», сертифицированный по международным нормам. Переоборудовались серийные машины. | 3                                     |
| Ан-72А «Арктический»                    | Переделанный опытный Ан-72, в дальнейшем получивший развитие как Ан-74. | 1                                     |
| Ан-72АТ                                 | Модификация для перевозки стандартных авиационных контейнеров. |                                       |
| Ан-72В                                  | Транспортный самолёт. Экспортная модификация, разработанная по заказу ВВС Перу. | 1                                     |
| Ан-72П                                  | Первый полёт выполнен 29 ноября 1984 года. Самолёт для несения патрульной службы в прилегающей к побережью 200-мильной морской зоне Прицельно-навигационное и пилотажное оборудование обеспечивает автоматическое самолётовождение на всех этапах полёта, вывод самолёта в заданную точку, аппаратурный поиск, определение координат надводных судов, их скоростей и курсов движения. Для пресечения действий судов-нарушителей Ан-72П вооружён 23-мм пушкой ГШ-23Л (250 выстрелов), двумя блоками НАР УБ-32 (32 НАР С-5 в каждом) и четырьмя бомбами калибром 100 кг. Фотооборудование, установленное на самолёте, обеспечивает аэрофотосъёмку целей в дневное время и с помощью осветительных патронов СФП-2А — в ночное время. Также именовался Ан-76. | 18                                    |
| Ан-72ПС                                 | Поисково-спасательный самолёт. | 1                                     |
| Ан-72Р («изделие 88»)                   | Самолёт радиоэлектронной разведки. Разрабатывался как аналог Boeing E-8A J-Stars. Предназначался для радиолокационной разведки и обнаружения на большом расстоянии наземных целей и наведения на них наземных и воздушных средств поражения. (АиВ № 3/2008). Переоборудовались серийные машины. | 4                                     |
| Ан-72С                                  | Административный самолёт. |                                       |
| Ан-74                                   | Многоцелевой самолёт. Создавался для применения в условиях Крайнего Севера, имеются модификации как гражданские, так и военные (патрульные и военно-транспортные). | 81                                    |
| Палубный вариант Ан-72                  | Проектные работы велись в 1982—83 гг. Для базирования на авианесущем корабле машина имела складывающееся крыло. Взлёт должен был выполняться с использованием трамплина, а посадка аэрофинишера. Для взлёта предполагалось оснастить самолёт 1—2-мя разгонными двигателями в хвостовой части и двумя пороховыми ускорителями. Проект не был реализован. |                                       |

## Лётно-технические характеристики
Технические характеристики
- Экипаж: 3—5 человек
- Пассажировместимость: 68 солдат или 57 парашютистов
- Грузоподъёмность: 10 000 кг
- Длина: 28,07 м
- Размах крыла: 31,89 м
- Высота: 8,75 м
- Площадь крыла: 98,62 м2
- Масса пустого: 19 050 кг
- Нормальная взлётная масса: 30 500 кг
- Максимальная взлётная масса: 34 500 кг
- Масса топлива во внутренних баках: 12 950 кг
- Силовая установка: 2 × ТРД Д-36
- Тяга: 2 × 6500 кгс

Лётные характеристики
- Максимальная скорость: 705 км/ч
- Крейсерская скорость: 550—600 км/ч
- Практическая дальность: 2700 км
- Перегоночная дальность: 4700 км
- Практический потолок: 10 000 м
- Длина разбега: 800 м
- Длина пробега: 450 м

Вооружение
- Стрелково-пушечное: 23-мм пушка ГШ-23Л в контейнере УПК-23-250[d]
- Точки подвески: 2[d]
- Неуправляемые ракеты: 2 блока УБ-32 по 32 НАР С-5 в каждом[d]
- Бомбы: до 4 бомб калибром по 100 кг[d]

## Лётные происшествия

### Потери
| Дата       | Бортовой номер | Место происшествия  | Жертвы | Краткое описание |
| ---------- | -------------- | ------------------- | ------ | --- |
| 23.10.1994 | 72960          | Воркута             | 0/34   | Борт ФПС России. Отказ гидросистемы при наборе высоты, при посадке самолёт выкатился с ВПП. |
| 10.02.1995 | 72966          | около Гостомеля     | 0/3+7  | При сопровождении Ан-70, потерявшего управление в испытательном полёте, столкнулся с ним в воздухе. Произвёл аварийную посадку в Гостомеле. Списан, кабина и часть фюзеляжа были использованы для тренажёра.                                                                                  |
| 23.12.1996 | н. д.          | Нагурское           | 0/24   | Борт ФПС России. Выкатился с ВПП при аварийной посадке в сложных метеоусловиях. Самолёт пилотировал полковник В. В. Таланов, который в 1994 году совершил на Ан-72 аварийную посадку в Воркуте.                                                                                               |
| 22.12.1997 | ER‑ACF         | Атлантический океан | 5/5    | Исчез при полёте над океаном. Возможно, был сбит самолётом ВВС Анголы. |
| 06.10.2000 | TL‑ACW         | Лузамба             | 0/10   | При посадке экипаж забыл выпустить шасси, сел на брюхо и вылетел с ВПП. |
| 21.04.2002 | ES‑NOP         | Вамена              | 0/4    | Грубая посадка с разрушением носовой стойки шасси и последовавший пожар. |
| 25.12.2012 | UP‑72859       | Шымкент             | 27/27  | Самолёт ПС КНБ РК в сложных метеоусловиях потерпел катастрофу при выполнении четвёртого разворота в процессе захода на посадку в аэропорт Шымкент. Самолёт рухнул в карьер местного цементного завода с высоты 800 метров. Ошибка экипажа в сочетании с отказом радиовысотомера и автопилота. |
| 30.07.2017 | 032            | Южный регион        | 0/7    | Упал в воду в сложных метеоусловиях. |
| 11.10.2019 | EK‑72903       | Киншаса             | 8/8    | Самолёт вылетел в пятницу утром из города Гома на востоке страны и взял курс на столицу Киншасу. Спустя час после вылета контакт с ним был потерян, сообщило управление гражданской авиации Конго.                                                                                            |
| 03.08.2020 | RA‑74044       | Гао                 | 0/11   | Совершил жёсткую посадку. Отказ обоих генераторов и ряда систем, задействованных при приземлении. Ситуация была усугублена сложными метеоусловиями. |
| 16.04.2023 | ST‑PRM         | Хартум              | 0/0    | Борт полиции Судана. Был повреждён в ходе боёв в аэропорту, во время вооружённого конфликта в стране, в период между 15 и 16 апреля. Окончательно был уничтожен и сгорел 21.04.2023. |

### Инциденты
- 5 июля 1994 года Ан-72В (72966) выполнял перелёт из Новосибирска в Киев. На борту находилась делегация АНТК, пилотировал самолёт заслуженный лётчик-испытатель СССР Герой Советского Союза В. В. Мигунов. В полёте произошёл тепловой разгон аккумуляторной батареи с последующим обесточиванием бортового оборудования. В том числе перестали проходить команды к исполнительным механизмам выпуска шасси и механизации крыла, топливо могло вырабатываться только из третьей группы баков. Ан-72 совершил аварийную посадку в аэропорту Кургана на скорости 340 км/ч (нормальная посадочная — 220 км/ч), при пробеге произошло разрушение правого заднего пневматика и самолёт на скорости 50 км/ч выкатился с ВПП. Никто из пассажиров и экипажа серьёзно не пострадал[6].
- 7 июля 2000 года при полёте из Моздока в Москву произошла разгерметизация самолёта. Экипаж не отреагировал на предупреждающий сигнал и продолжил полёт. В результате из-за наступившей гипоксии экипаж и пассажиры полностью потеряли работоспособность. Самолёт с высоты 8500 метров начал неуправляемое снижение. Находящийся в кабине в качестве пассажира полковник Валерий Геннадьевич Шалагин смог привести в чувство членов экипажа, которым удалось восстановить управление полётом. Самолёт совершил посадку в аэропорту Ростова-на-Дону в штатном режиме. По результатам расследования происшествия экипаж был уволен[21][22].

## Операторы
- Ангола[23]:

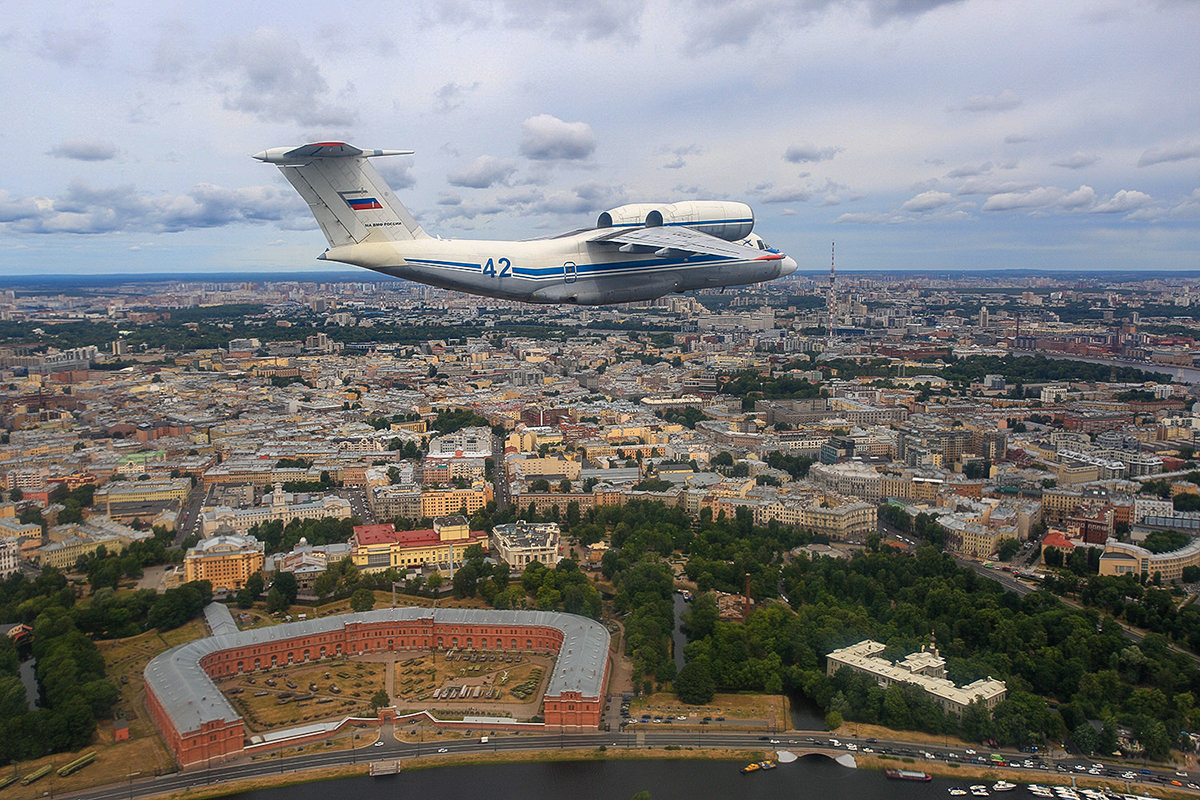
Военно-транспортный самолёт Ан-72 МА ВМФ России на пятом главном военно-морском параде в 2021 году.

  - ВВС Анголы — 6 Ан-72 по состоянию на 2023 год;
- Россия:
  - ВКС России — 25 Ан-72 по состоянию на 2024 год[24]
  - морская авиация ВМФ России — 6 Ан-72 по состоянию на 2024 год[25],
  - авиация ФСБ России — некоторое количество Ан-72 по состоянию на 2016 год[26],
  - авиация ВНГ России — 6 Ан-72 по состоянию на 2016 год[27];
- Казахстан[23]:
  - ВВС Казахстана — 1 Ан-72 по состоянию на 2023 год;
- Ливия — 1 Ан-72 по состоянию на 2023 год[23];
- Украина[28][29]:
  - авиация НГУ — 2 единицы Ан-72 по состоянию на 2016 год,
  - авиация ГПСУ — некоторое количество Ан-72П по состоянию на 2016 год.

### Комментарии
1. ↑  Универсальный пушечный контейнер УПК-23-250, установленный в носовой части обтекателя правых основных опор шасси[9].
2. ↑  Подвешиваются на крыльевые балочные держатели — по одному под каждой консолью крыла[9].➤
3. ↑  Подвешиваются на балочные держатели под потолком в хвостовой части грузовой кабины: сброс осуществляется через открытую рампу при её откате[9].➤
4. 1 2 3 4  Только на модификации Ан-72П.